# テリオスクス
テリオスクス（学名：Theriosuchus）は、後期ジュラ紀から前期白亜紀にかけて生息した、新鰐類に属するワニ形上目の絶滅した属。化石はヨーロッパ（ハンガリーとイングランド・ドーセット州）、東南アジア（タイ王国サコンナコーン県）、北アメリカ西部（アメリカ合衆国ワイオミング州）で産出している。

## 特徴
歯骨に存在する歯槽について、第2歯槽と第3歯槽が第4 - 9歯槽と比較して非常に大型であり、第3歯槽から第4歯槽にかけて急激に歯槽の直径が減少する点は、テリオスクスとKnoetschkesuchus (en) に固有の特徴である。本属未定種やT. guimarotae（のちのKnoetschkesuchus guimarotae）は背側の皮骨板について前外側のペグの存在が指摘されることもあるが、Joffe (1967)やSalisbury (2002)によるとこうした突起はOwen (1879)の図には掲載されているものの現存するT. pusillusのパラタイプ標本や他の標本には存在していないと主張している。またTennant et al. (2016)によればテリオスクスの化石はゴニオフォリス科のワニ形類と共産することが多く、これらの皮骨板がゴニオフォリス科の個体に由来する可能性も指摘されている。

## 分類

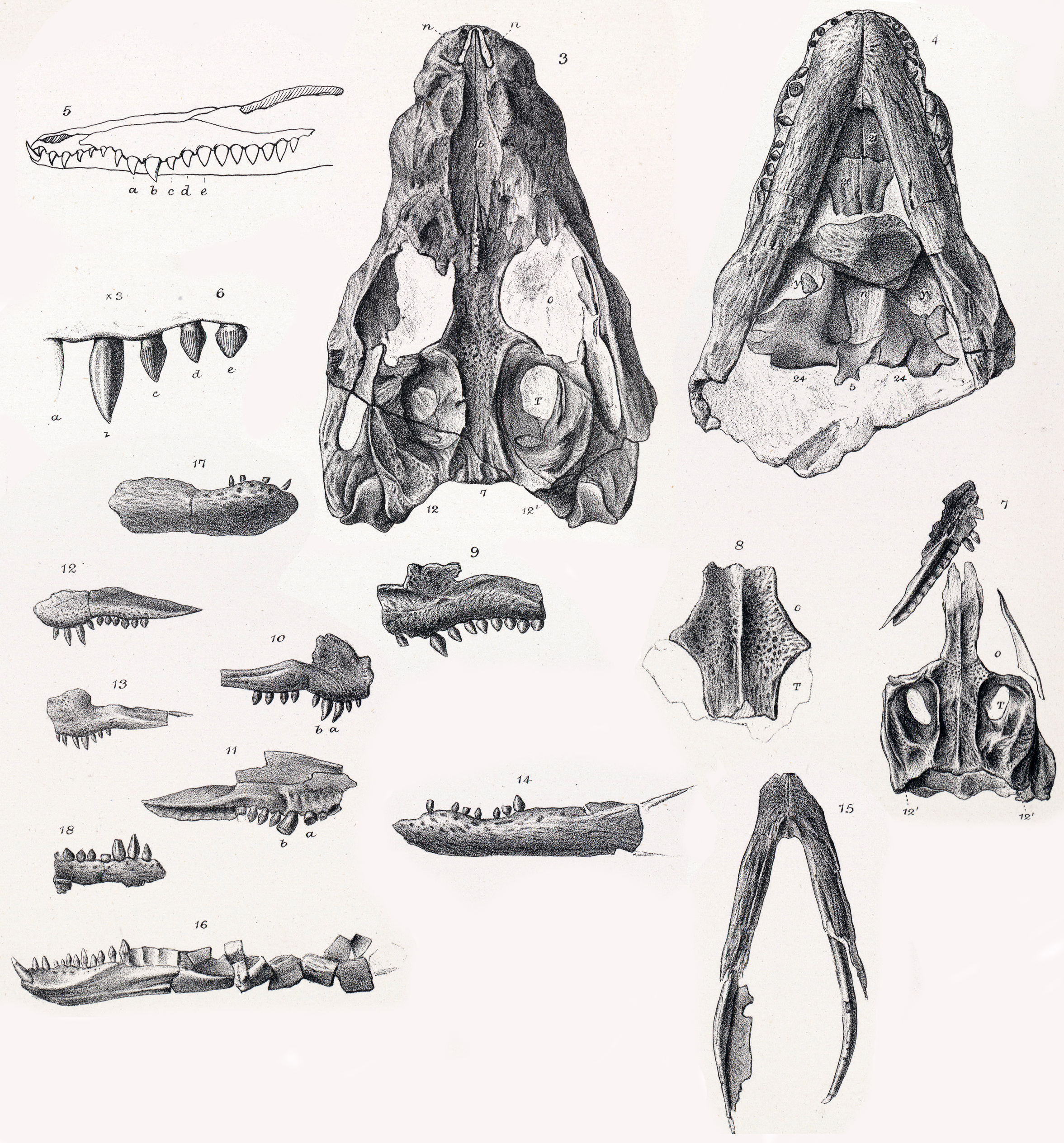
T. pusillusの頭蓋骨

テリオスクス属はかつてアトポサウルス科に分類されていたが、2016年の分岐分析ではアトポサウルス科よりもパラリゲーター科の属種に近縁な新鰐類として扱われた。テリオスクス属に分類されている有効な種としては、南部イングランド産のTheriosuchus pusillus、タイのT. grandinaris、北アメリカのモリソン層から産出したT. morrisonensisの3種がいる。T. pusillusは後期ジュラ紀キンメリッジアン期から前期白亜紀ベリアシアン期、T. grandinarisは前期アプチアン期の種である。T. morrisonensisについては正確な層序や他の産地との関係が不明とされるが、記載論文において後期ジュラ紀の種として扱われている。
かつて本属に分類されていたTheriosuchus ibericusとT. symplesiodonの2種は、新属サブレスクスへ再分類された。一方でポルトガルから産出したTheriosuchus guimarotaeはKnoetschkesuchus (en) へ再分類されている。
本属は中華人民共和国やモロッコおよびスコットランドからも中部ジュラ系から下部白亜系にかけて断片的な化石記録がある。これらの標本は未定種のものであるが、モロッコ産標本は中部ジュラ系バトニアン階、スコットランド産標本は中部ジュラ系上部バッジョシアン階-バトニアン階のものであり、最古級の化石となる。